# جانوس کیناز
جانوس کیناز (انگلیسی: Janus kinase) گروهی از تیروزین کیناز غیرگیرنده‌ای درون‌سلولی هستند که در انتقال سیگنال‌های مرتبط با سیتوکین‌ها از طریق «مسیر پیام‌رسانی JAK-STAT» نقش دارند. این پروتئین نامش را از یکی از خدایان اساطیری روم به نام ژانوس می‌گیرد که خدای آغازها و پایان‌ها و «دوگانگی» بود. این پروتئین هم دو دومِـینِ تقریباً همسانِ انتقال‌دهندهٔ فسفات دارد که یکی فعالیت کینازی دارد و دیگری، فعالیت دومین اولی را تنظیم کرده و کاهش می‌دهد.

مروری بر مسیرهای انتقال سیگنال در آپوپتوز.

## خانواده
این خانواده چهار عضو دارد:
- جانوس کیناز ۱ (JAK1)
- جانوس کیناز ۲ (JAK2)
- جانوس کیناز ۳ (JAK3)
- تیروزین کیناز ۲ (TYK2)

موش‌هایی که دارای کمبود JAK1 هستند، دچار نقص پاسخ‌دهی به برخی سیتوکین‌ها همچون اینترفرون گاما هستند. همچنین در موش‌هایی که فاقد TYK2 هستند، عملکرد یاخته کشنده طبیعی دچار نقص است..

## عملکرد

سامانهٔ JAK-STAT از سه جزء مهم تشکیل شده‌است:
(۱) یک گیرنده (سبز)، که از خلال غشاء سلولی عبور می‌کند؛
(۲) جانوس کیناز یا JAK (زرد)، که به گیرنده متصل می‌شود، و
(۳) ترارسانندهٔ پیام و فعال‌کنندهٔ رونویسی یا STAT (آبی)، که پیام‌ها و سیگنال‌های مولکولی را به درون هسته و دی‌ان‌ای حمل می‌کند. نقاط قرمزرنگ، فسفات هستند.
پس از آنکه سیتوکین به گیرنده‌اش چسبید، جانوس کیناز یک فسفات به گیرنده اضافه می‌کند (آنرا فسفریله می‌کند). این عمل، سبب جذب پروتئین‌های ترارسانندهٔ پیام و فعال‌کنندهٔ رونویسی STAT می‌شود، که آنها هم به نوبهٔ خود فسفریله شده و یه یکدیگر متصل می‌شوند و یک ترکیب دوتایی (دایمر) می‌سازند. دایمر به درون هسته رفته و به دی‌ان‌ای متصل می‌شود و موجب رونویسی ژن‌ها می‌گردد. آنزیم‌های که سبب افزوده‌شدن فسفات می‌شوند، پروتئین کیناز نام دارند.

از آنجایی که خانوادهٔ گیرنده نوع ۱ سیتوکین و گیرنده نوع ۲ سیتوکین فاقد فعالیت کاتالیتیک کینازی هستند، جهت فسفریلاسیون و فعال‌سازی پروتئین‌های دخیل در ترارسانی پیام، همگی متکی به اعضای خانوادهٔ جانوس کیناز از تیروزین کینازها هستند. این گیرنده‌ها به صورت پلی‌پپتیدهای جفت دیده می‌شوند و در نتیجه ۲ دومین درون سلولی ترارسانندهٔ پیام هستند.
جانوس کیناز به یک منطقهٔ غنی از پرولین در هر یک از دومین‌های درون‌سلولی متصل می‌شود که در مجاورت غشای سلولی قرار داشته و به آن «ناحیهٔ باکس۱/باکس ۲» می‌گویند. پس از آنکه گیرنده به سیتوکین/لیگاند مخصوص به خود وصل می‌شود، دچار تغییرات ساختمانی شده و دو جانوس کیناز را آنچنان به هم نزدیک می‌کند که یکدیگر را فسفریله می‌کنند. خودفسفریله‌سازی جانوس کیناز، سبب به‌وجود آمدن تغییرات درون‌ساختاری شده و موجب ترارسانی پیام‌های داخل‌سلولی از طریق فسفریله‌کردن و فعال‌سازیِ نوع خاصی از فاکتورهای رونویسی به نام خانوادهٔ پروتئین‌های ترارسانندهٔ پیام و فعال‌کنندهٔ رونویسی (STATs) می‌گردد. STATs فعال‌شده، از گیرنده جدا شده و پیش از نقل مکان به هسته سلول، ایجاد دایمر می‌کنند. در درون هستهٔ سلول، این مولکول‌ها رونویسی برخی ژن‌های خاص را تنظیم می‌کنند. چند نمونه از مولکول‌هایی که از «مسیر پیام‌رسانی JAK-STAT» استفاده می‌کنند، فاکتور تحریک‌کننده تشکیل کلونی، پرولاکتین، هورمون رشد و سیتوکین‌ها هستند.

## اهمیت بالینی
مهارکننده‌های جانوس کیناز در درمان درماتیت آتوپیک و روماتیسم مفصلی کاربرد دارند. پژوهش‌هایی جهت استفاده از این داروها در درمان پسوریازیس، پلی سیتمی ورا، ریزش مو، ترومبوسیتوز، کولیت اولسراتیو، متاپلازی میلوئید با میلوفیبروز و پیسی در حالِ انجام است. نمونه‌هایی از این داروها توفاسیتینیب، باریسیتینیب، یوپاداسیتینیب و فیلگوتینیب هستند.
پژوهشگران در سال ۲۰۱۴ کشف کردند که مصرف خوراکی برخی مهارکننده‌های جانوس کیناز یا مصرف موضعی آن بر روی پوست، می‌تواند سبب افزایش رویش موها شوند.

## ساختمان

ساختار دومین جانوس کینازها. JH یعنی دومین هم‌ساخت جانوس کیناز (JAK Homology domain)

اندزهٔ جانوس کینازها از ۱۲۰ تا ۱۴۰ کیلو دالتون متغیر است و ۷ ناحیهٔ هم‌ساخت به‌نام «دومِـین‌های هم‌ساخت جانوس» از شمارهٔ ۱ تا ۷ (JH1-7) دارند. JH1 یک دومِـین کیناز است که برای فعالیت آنزیمی جانوس کیناز حائز اهمیت است و دارای مشخصات رایج یک تیروزین کیناز همچون تیروزین‌های محافظت‌شده‌است که برای فعال‌سازی JAK ضروری است (به عنوان مثال، Y1038/Y1039 در جانوس کیناز ۱، Y1007/Y1008 در جانوس کیناز ۲، Y980/Y981 در جانوس کیناز ۳ و Y1054/Y1055 در تیروزین کیناز ۲). فسفریلاسیون این تیزوزین‌های دوگانه، سبب بروز تغییرات ساختاری در پروتئین جانوس کیناز گردیده و اتصال آنرا به سوبسترا تسهیل می‌کند. JH2 یک «دومِـین کیناز کاذب» است، یعنی دومِـینی که
از لحاظ ساختمانی، شبیه به تیروزین کیناز و برای فعالیت آن لازم است، اما خودش فعالیت آنزیمی ندارد. این دومِـین احتمالاً در تنظیم فعالیت JH1 نقش دارد که ممکن است به‌دنبال مضاعف شدن ژن دچار جهش شود. دومِـین‌های JH3-JH4 دارای تشابه هم‌ساختی با سی-سارک و دومین SH2 است. ریشهٔ آمینی دومِـین‌های JH4-JH7 را دومین FERM می‌گویند. این دومِـین همچنین در خانوادهٔ کیناز چسبندگی موضعی هم یافت می‌شود و کارش اتصال جانوس کینازها به گیرنده‌های سیتوکین و /یا سایر کینازهاست.